# Baa (atol)

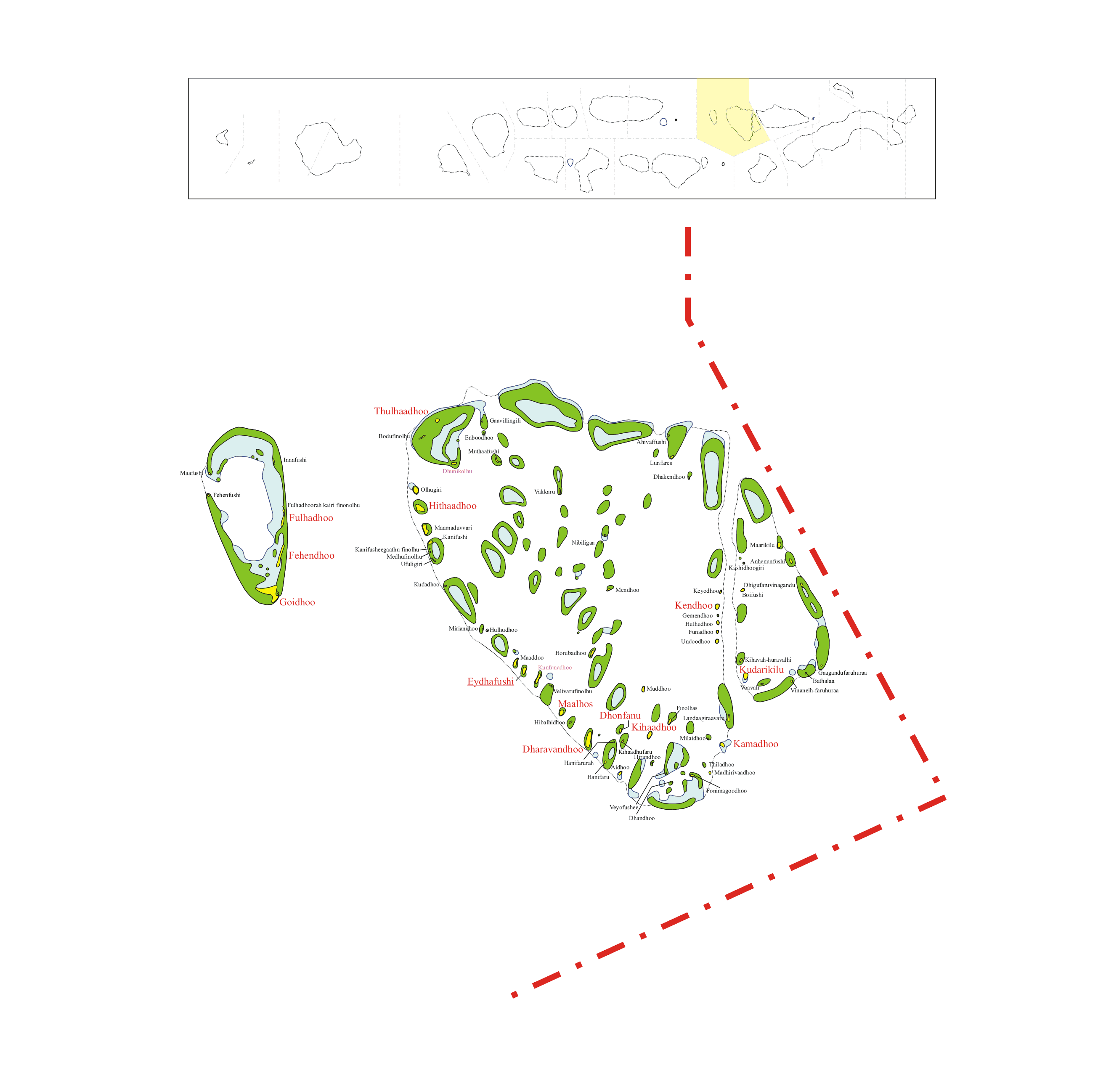
Mapa atolu

Baa je atol a administrativní jednotka Malediv. Hlavní město atolu je Eydhafushi. Skládá se ze 75 ostrovů, z toho 13 je obydlených. Počet obyvatel je 12 170 (leden 2008). Atol řídí Mohamed Mahir.
Tato administrativní jednotka sestává ze dvou oddělených atolů: Jižní Maalhosmadulu a atol Goidhoo (známý jako Horsburgh). Jižní Maalhosmadulu je dlouhý 45 a široký 30 km.

## Obydlené ostrovy
- Dharavandhoo
- Dhonfanu
- Eydhafushi
- Fehendhoo
- Fulhadhoo
- Goidhoo
- Hithaadhoo
- Kamadhoo
- Kendhoo
- Kihaadhoo
- Kudarikilu
- Maalhos
- Thulhaadhoo

## Neobydlené ostrovy
Ahivaffushi, Aidhoo, Anhenunfushi, Bathalaa, Bodufinolhu, Boifushi, Dhakendhoo, Dhandhoo, Dhigufaruvinagandu, Dhunikolhu, Enboodhoo, Fehenfushi, Finolhas, Fonimagoodhoo, Fulhadhoorah kairi finonolhu, Funadhoo, Gaagandufaruhuraa, Gaavillingili, Gemendhoo, Hanifaru, Hanifarurah, Hibalhidhoo, Hirundhoo, Horubadhoo, Hulhudhoo, Innafushi, Kanifusheegaathu finolhu, Kanifushi, Kashidhoogiri, Keyodhoo, Kihaadhufaru, Kihavah-huravalhi, Kudadhoo, Kunfunadhoo, Landaa Giraavaru, Lunfares, Maaddoo, Maafushi, Maamaduvvari, Maarikilu, Madhirivaadhoo, Medhufinolhu, Mendhoo, Milaidhoo, Miriandhoo, Muddhoo, Muthaafushi, Nibiligaa, Olhugiri, Thiladhoo, Ufuligiri, Undoodhoo, Vakkaru, Velivarufinolhu, Veyofushee, Vinaneih-faruhuraa, Voavah